# Endymion (inslagkrater)
Endymion is een inslagkrater en cirkelvormige walvlakte in het noordoostelijk quadrant van de naar de Aarde toegekeerde kant van de Maan. De diameter van Endymion meet 125 kilometer. De krater bezit een volledig met donker materiaal overspoelde vloer. Daardoor lijkt deze walvlakte op een kleine maanzee. De benaming Endymion (mythologie) werd gegeven door de Nederlands-Belgische selenograaf Michael van Langren, van wie slechts drie namen voor kraters en walvlakten bewaard zijn gebleven en officieel werden aangenomen door de Internationale Astronomische Unie (IAU). De andere twee namen zijn Langrenus (als Langreni) en Pythagoras (als Pythagorae). Michael van Langren introduceerde de naam Endymion als Endymionis. Deze walvlakte kreeg ook nog de benaming Lacus Hyperboreus Superior van de Duits-Poolse astronoom en selenograaf Johannes Hevelius.

## Waarneembaarheid van Endymion
Voor het opsporen van de donkere walvlakte Endymion is geen krachtige telescoop nodig. Een kleine amateurtelescoop is reeds voldoende om het donkere ellipsvormige schijfje te zien te krijgen. De beste tijd om Endymion waar te nemen is een aantal dagen na nieuwe maan, van wassende sikkel tot en met volle maan. Na volle maan begint de oostelijke rand van de maan de avondterminator te vertonen en komt Endymion in de nachtschaduw terecht. Gedurende schrijlings invallend zonlicht is een krachtige telescoop nodig om schaduwrijke details in en om Endymion waar te kunnen nemen. Het is echter aan te raden om dit soort detailwaarnemingen steeds uit te voeren tijdens nachten van zeer stabiele atmosfeer en een relatief hoog aan de hemel staande maan.

## Drie komvormige kratertjes op een rij
Het noordwestelijke gedeelte van de vlakke vloer van Endymion vertoont een rechte rij van drie komvormige kratertjes die mits gunstige atmosferische omstandigheden (seeing) kunnen worden waargenomen met behulp van amateurtelescopen en aangekoppelde webcams met toegepaste digitale beeldverwerking. De diameters van deze drie kratertjes meten elk ongeveer vijf kilometer. Deze rij van drie kratertjes was ontdekt en vermeld door de Britse maanwaarnemer Major Molesworth in 1894 (P.B. Molesworth, Percy Braybrooke Molesworth, 1867-1908) .

## Concentrische krater ten zuidwesten van Endymion
Op 51°20' Noord, 51° West, ten zuidwesten van Endymion, is het achtste item uit Charles A. Woods catalogus van concentrische kraters te vinden. Concentrische krater nummer 8 is echter te veeleisend om nog m.b.v. amateurtelescopen waargenomen te kunnen worden, tenzij de atmosfeer boven de maanwaarnemers zeer gunstig is (uitstekende seeing), de libratie van het noordoostelijk quadrant optimaal is, en de telescopen voorzien zijn van webcams met toegepaste digitale beeldverwerking.

## Merkwaardige nomenclatuur

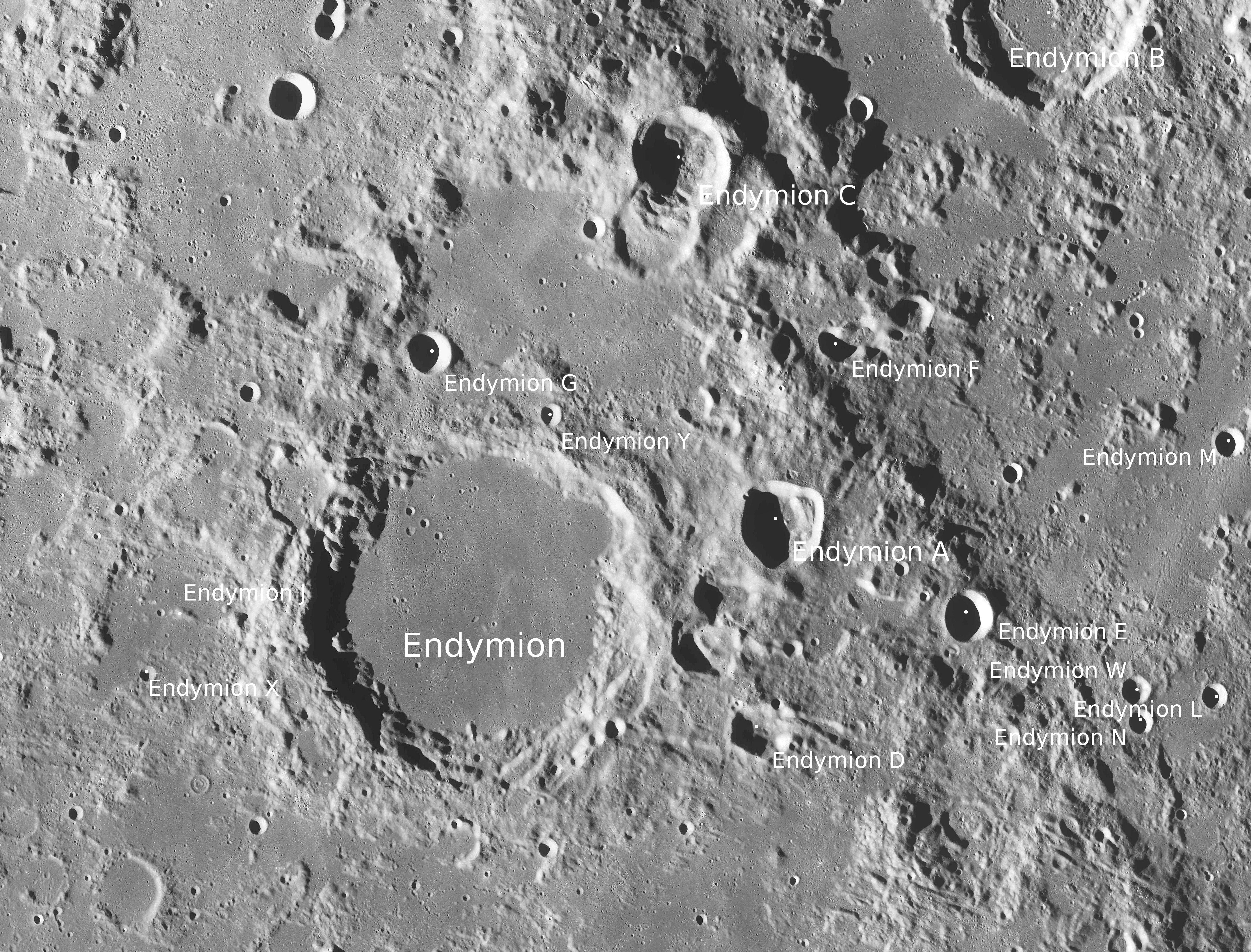
Endymion en omliggende kraters

- Krater Endymion A werd door de Franse selenograaf Félix Chemla Lamèch (1894-1962) Frédéricos genoemd.
- Krater Endymion B werd door de Engelse selenografen Hugh Percy Wilkins en Patrick Moore L.F.Ball genoemd, naar de Engelse maanwaarnemer die o.a. het rijtje van drie kratertjes ten oosten van maankrater Encke had ontdekt.
- Krater Endymion C werd door de Nederlands-Belgische selenograaf Michael van Langren Regiomontani genoemd.
- Deze drie namen, Frédéricos, L.F.Ball en Regiomontani, werden door de Internationale Astronomische Unie (IAU) niet-officieel verklaard en komen enkel voor op zeldzame en uiterst moeilijk te verkrijgen maankaarten.